# Galium hoffmeisteri
Galium hoffmeisteri är en måreväxtart som först beskrevs av Johann Friedrich Klotzsch, och fick sitt nu gällande namn av Friedrich Ehrendorfer, Schönb.-tem. och Robert Reid Mill. Galium hoffmeisteri ingår i släktet måror, och familjen måreväxter. Inga underarter finns listade i Catalogue of Life.